# Jockey Club del Perú
El Jockey Club del Perú (JCP) es un club hípico ubicado en el distrito de Santiago de Surco, en la ciudad de Lima, capital del Perú. Está situado en la avenida El Derby, y viene a ser sucesor del Jockey Club de Lima, propietario del Hipódromo de Santa Beatriz y antiguo promotor de la hípica en el Perú.

## Historia
Se funda en Lima, el 4 de abril de 1946. Es un club con vocación hípica y de deportes ecuestres. Cuenta con el Hipódromo de Monterrico, el hipódromo más importante de Perú. Durante sus inicios, contaba con el Hipódromo de San Felipe, ubicado en el distrito de Jesús María, hoy la Residencial San Felipe. No obstante, la capacidad del mismo no daba para la afición hípica, cada vez más creciente en el Perú. En 1952, el Directorio encabezado por el Sr. Ernesto Ayulo Pardo compra el Fundo Monterrico Chico, donde se instalaría el Nuevo Hipódromo de Lima, en un área que, por aquel entonces, estaba lejos de la principal zona de la ciudad. El Hipódromo de Monterrico, su principal local, fue inaugurado el 18 de diciembre de 1960, ganando la primera carrera el caballo Week End. El 17 de febrero de 1966, se inauguró el Centro de Esparcimiento, reemplazando al viejo local central de la calle Belén, en el distrito de Lima, como un lugar de disfrute para los socios de la institución.
En la década de 1970, alcanzó nivel sudamericano, con la aparición de los grandes cracks peruanos (Santorín y Flor de Loto), que consagraron la hípica peruana a nivel internacional, tanto en pruebas de velocidad como en pruebas de fondo. En febrero de 1995, se inicia la transmisión de las carreras de caballos por señal satélite propia, actualmente llamada Monterrico Televisión.
En 1995, la administración alquila una parcela del club, donde se ubicaba la pista auxiliar de vareo y la maestranza, con frente a la avenida Javier Prado Este, donde se construyó el Jockey Plaza, pero que fue vendido en el 2000, por decisión de los socios. En 1997, se inaugura el sistema de Simulcasting, que actualmente, está en pare por renovación del contrato. Es en ese mismo año, se renueva la infraestructura, cambiándose el totalizador electrónico de carreras y el partidor eléctrico, junto con un nuevo centro de cómputo para las apuestas.
Actualmente, el Jockey Club del Perú cuenta con 1 tribuna para socios, 1 tribuna para todo público y 1 pelousse en medio de las pistas de carrera, así como varios salones de Simulcasting, Concesiones repartidas por todo el Perú y un Centro de Esparcimiento para los socios.

## Infraestructura
En el Perú, el Jockey  Club del Perú tiene la mayor infraestructura para deportes ecuestres y una de las mejores y más grandes para deportes en general. 
Brinda a sus socios una importante infraestructura, en la que destaca nítidamente su hipódromo, ubicado en el distrito de Santiago de Surco.
Deportes
- 21 canchas de tenis (arcilla y cemento).
- 1 piscina temperada.
- 1 piscina familiar.
- 1 piscina para niños y bebés.
- 8 canchas de frontón.
- 1 cancha de fútbol.
- 2 canchas de squash.
- 1 campo de equitación.
- 2 canchas de bochas.
- 1 pista de patinaje.
- 1 gimnasio.
- 1 sala de billar.
- 1 sala de juegos.
- 1 sala de masajes.
- Canchas de básquet, vóley, futsal, y fulbito.
- Camarines de lujo con sauna.
- Baños turcos.

Recreación
- 1 paseo peatonal.
- 1 parque infantil.
- 1 sala de lectura y biblioteca.
- 2 comedores (ejecutivo y sport).
- 1 bar inglés.
- 4 cabañas para celebración de cumpleaños infantiles.
- 1 guardería infantil.
- 1 karaoke.
- 1 sala de baile.
- 1 sala de apuestas.
- 1 tribuna exclusiva para socios en el hipódromo.
- 1 amplia playa de estacionamiento.
- Peluquerías.
- Restaurantes.
- Parrillas en todos los ambientes.
- Jardines para eventos sociales.
- Áreas verdes.

Otras comodidades
El Club posibilita la práctica de aeróbicos, aquaeróbicos, steps, nado sincronizado, así como la participación en academias deportivas con profesores especialistas en todos los deportes. Asimismo, brinda simulcasting, fiestas, eventos, espectáculos, y campañas de salud a precios promocionales.

## Conciertos
El Jockey Club tiene capacidad para 35 000 personas, cuenta con una importante cantidad de espacios y explanadas de diferente metraje que se utilizan con frecuencia para eventos sociales, corporativos y musicales. En el recinto se han presentado y/o se presentarán:
| Año                                                        | Artista |
| ---------------------------------------------------------- | --- |
| 1995                                                       | Luciano Pavarotti |
| 2000                                                       | Shakira |
| 2001                                                       | Alejandro Sanz |
| 2001                                                       | Jimi Jamison de Survivor |
| 2002                                                       | Los Prisioneros |
| 2002                                                       | Chayanne |
| 2002                                                       | Estopa |
| 2002                                                       | INXS |
| 2003                                                       | Gustavo Cerati |
| 2004                                                       | Erreway |
| 2004                                                       | Paulina Rubio |
| 2005                                                       | Floricienta |
| 2006                                                       | Shakira |
| 2009                                                       | James Blunt |
| 2009                                                       | Andrea Bocelli |
| 2009                                                       | 50 Cent |
| 2009                                                       | Mocedades / Fórmula V |
| 2009                                                       | Kansas |
| 2009                                                       | Franco de Vita |
| 2009                                                       | Laura Pausini |
| 2009                                                       | Faith No More |
| 2009                                                       | Panda |
| 2009                                                       | Pet Shop Boys |
| 2010                                                       | Teen Angels |
| 2010                                                       | Joaquín Sabina |
| 2010                                                       | Andrés Calamaro |
| 2010                                                       | Tokio Hotel |
| 2010                                                       | Luis Miguel |
| 2011                                                       | Franco de Vita |
| 2011                                                       | Paramore |
| 2011                                                       | Backstreet Boys |
| 2011                                                       | Chayanne |
| 2011                                                       | Journey |
| 2011                                                       | Morrisey |
| 2012                                                       | Roberto Carlos |
| 2012                                                       | Juan Diego Flórez |
| 2012                                                       | Demi Lovato |
| 2012                                                       | Joe Cocker |
| 2012                                                       | Selena Gomez |
| 2012                                                       | Joe Elliott de Def Leppard / Gene Simmons de Kiss / Glenn Hughes de Black Sabbath / Sebastian Bach de Skid Row / Matt Sorum de Guns N' Roses |
| 2012                                                       | New Kids on the Block |
| 2012                                                       | Ricardo Arjona |
| 2012                                                       | Charly García |
| 2012                                                       | Big Time Rush / The Wanted |
| 2012                                                       | Il Divo |
| 2012                                                       | Robert Plant de Led Zeppelin |
| 2012                                                       | Big Bang |
| 2013                                                       | Super Junior |
| 2013                                                       | Alberto Plaza / Noel Schajris / Ariztia |
| 2013                                                       | Jesse y Joy / Reik |
| 2013                                                       | Miguel Bosé |
| 2013                                                       | Violetta en vivo |
| 2013                                                       | Luis Miguel |
| 2013                                                       | Ringo Starr |
| 2013                                                       | Gian Marco |
| 2014                                                       | Juan Gabriel |
| 2014                                                       | Luis Fonsi / Río Roma / Axel |
| 2014                                                       | Alejandra Guzmán / Gloria Trevi |
| 2014                                                       | Camilo Sesto |
| 2015                                                       | Franco de Vita |
| 2015                                                       | Chayanne |
| 2015                                                       | Ricardo Arjona |
| 2015                                                       | Violetta live |
| 2015                                                       | The Smashing Pumpkins / Kasabian |
| 2015                                                       | Ricardo Montaner |
| 2015                                                       | Zion & Lennox |
| 2015                                                       | Ed Sheeran |
| 2015                                                       | Katy Perry / Gala Brie |
| 2016                                                       | Alejandra Guzmán / Gloria Trevi |
| 2016                                                       | Sin Bandera |
| 2016                                                       | Ráfaga |
| 2016                                                       | Cultura Profética |
| 2017                                                       | Joaquín Sabina |
| 2017                                                       | Alejandra Guzmán / Gloria Trevi |
| 2017                                                       | Camila / Sin Bandera / Río Roma |
| 2017                                                       | Isabel Pantoja |
| 2017                                                       | Soy Luna |
| 2017                                                       | Bryan Adams |
| 2017                                                       | Soda Stereo / Cirque du Soleil |
| 2017                                                       | 5 Seconds of Summer |
| 2017                                                       | Hombres G / Enanitos Verdes |
| 2017                                                       | Kard |
| 2018                                                       | Ricardo Arjona |
| 2018                                                       | Super Junior |
| 2018                                                       | Soy Luna |
| 2018                                                       | Phil Collins |
| 2018                                                       | The Killers / Royal Blood |
| 2018                                                       | Katy Perry / Bebe Rexha |
| 2018                                                       | Judas Priest |
| 2018                                                       | Daddy Yankee |
| 2019                                                       | Chayanne |
| 2019                                                       | Luis Miguel |
| 2019                                                       | Ha*Ash / Sebastián Yatra / Reik |
| 2019                                                       | Wisin & Yandel |
| 2019                                                       | Lenny Kravitz |
| 2019                                                       | Arctic Monkeys |
| 2019                                                       | Weezer |
| 2019                                                       | Muse |
| 2019                                                       | Shawn Mendes |
| 2019                                                       | Tini Stoessel |
| 2022                                                       | |
| Ricardo Arjona                                             | |
| Diego Topa                                                 | |
| Rauw Alejandro                                             | |
| Wisin & Yandel                                             | |
| DJ Snake, Nicky Romero, KSHMR, Afrojack Road to Ultra 2022 | |